# Јевреји у Грузији
Јевреји у Грузији су народи јеврејског поријекла, и једна од етничких група који живе у Грузији. Међутим, поред Јевреја који се сматрају досељеницима, грузијци познају још један тип Јевреја, познатији као „Грузијски Јевреји”, који се сматрају домицилним становништвом Грузије. За ове Јевреје се каже да су различитог поријекла од других Јевреја.

## Име
Јевреји у Грузији дијеле се у две групе потпуно другачијег поријекла: грузијски Јевреји и европски Јевреји. Није било истраживања о грузијским Јеврејима и постоји врло мало писаних записа о њима. У општим истраживањима обично се виде као локална група Јевреја, али је њихов положај у грузијској заједници био толико посебан (слично планинским Јеврејима у Дагестану и Азербејџану) да се сматрају посебним људима.

## Станиште
Грузијски Јевреји живе углавном у источном делу Грузије, у Тбилисију и другим околним градовима и малим селима, док Европски Јевреји живе искључиво у градовима.

## Становништво
Године 1926. било је око 20.000 грузијских Јевреја. Тешко је утврдити тачан број, јер у пописима нису рачунали одвојено од других Јевреја. У "Атласу народа свијета" („Тhe Atlas of the Peoples of the World”), објављеном 1964. године, број грузијских Јевреја је био око 35.700.

## Језик
Грузијски Јевреји су давно усвојили грузијски језик.

## Поријекло и антропологија
Антрополошки, они се не разликују од источних Грузијаца, који припадају јерменском типу балканско-кавкаском расе. У ранијим тренуцима су косу и браду укрштали на нешто другачији начин од Грузијаца. Такође су често били црвенокоси.
Ови Јевреји се сматрају древним становницима Грузије, а према старим грузијским рукописима грузијски Јевреји су се настанили на ове просторе још прије много вијекова. Ову хипотезу подржавају археолошки налази. Културно, Јевреји су се постепено приближавали Грузинима (у смислу усвајања језика), мада је њихов етнички идентитет задржан у својој религији - јудаизму. Јеврејска културна сфера везана за јудаизам увек је имала своје специфичности (као што су то Планински Јевреји који живе на просторима Дагестана и Јевреји Средње Азије). Јеврејска изолација очувала је њихове обичаје током много вијекова прогоном и рестрикцијом у обичајима (нпр. Јеврејима није било дозвољено да се ступа у брак са Грузијцима). Због тога су религија и верски лидери (рабини или хахамији) одиграли важну улогу у друштвеном животу грузијских Јевреја.
Није било истраживања о садашњим грузијским Јеврејима.